# Condado de Whitley (Indiana)
O Condado de Whitley é um dos 92 condados do estado americano de Indiana. A sede do condado é Columbia City, e sua maior cidade é Columbia City. O condado possui uma área de 875 km² (dos quais 6 km² estão cobertos por água), uma população de 30 707 habitantes, e uma densidade populacional de 35 hab/km² (segundo o censo nacional de 2000). O condado foi fundado em 1838.